# Galo músico

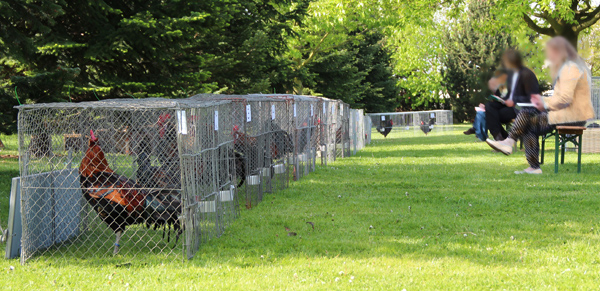
Competição de canto na Alemanha

Galos músicos são raças e variedades de galinhas, especialmente criadas por causa da beleza e duração de seu canto. As galos músicos se originaram em várias regiões do mundo, especialmente no Japão e na Indonésia, mas também no Brasil, na Alemanha, nos Bálcãs, na Rússia e na Turquia. Para comparar os galos músicos, torneios de canto são realizadas em muitos países.

## Lista de raças e variedades dos galos músicos
- Ayam pelung
- Berger cantor
- Galo músico bósnio ou de Berat
- Galo músico brasileiro[2]
- Galo músico turco ou Denizli
- Koeyoshi
- Galo músico do Kosovo ou de Drenica
- Galo rindo ou Ayam ketawa
- Tomaru
- Totenko
- Galo músico Yurlow

## Raridades
- O ayam bekisar é um galo músico que vem do Leste de Java. Biologicamente não é uma galinha, porque é um estéril híbrido entre galos verdes e galinhas javanês locales (ayam kampung).
- O galo rindo da ilha de Celebes é chamado assim, porque ele não tem apenas uma longa duração do canto, mas o canto tem una grande semelhança com o riso humano.

## Imagens

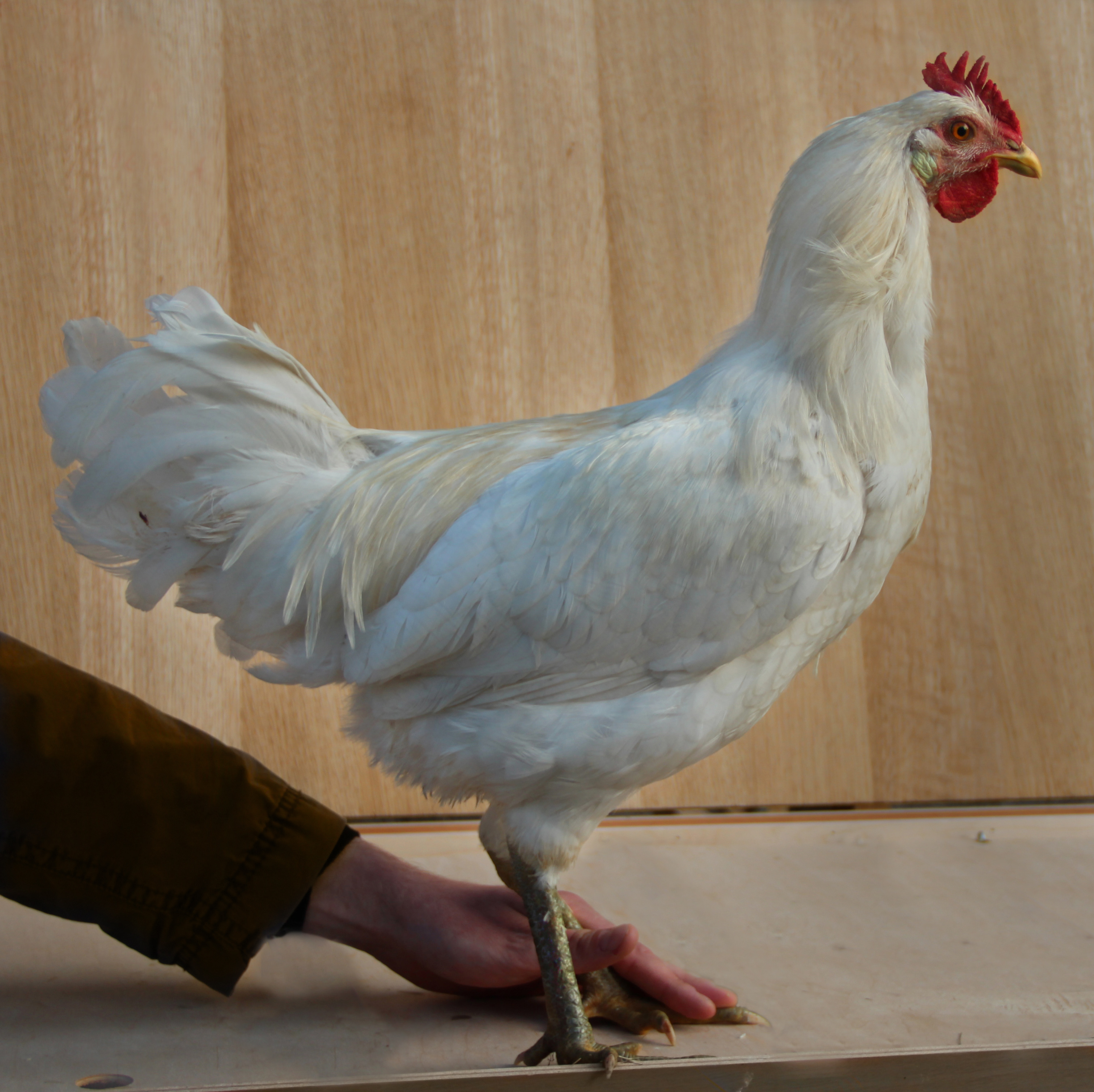
Galo músico bósnio
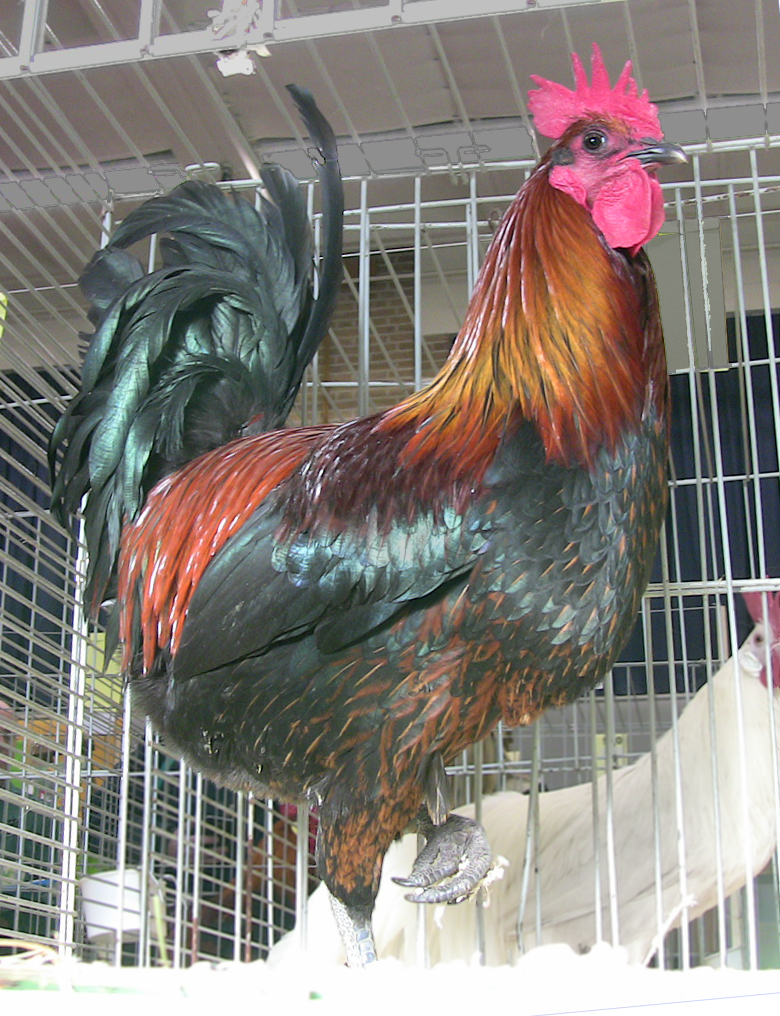
Galo músico turco em uma exposição
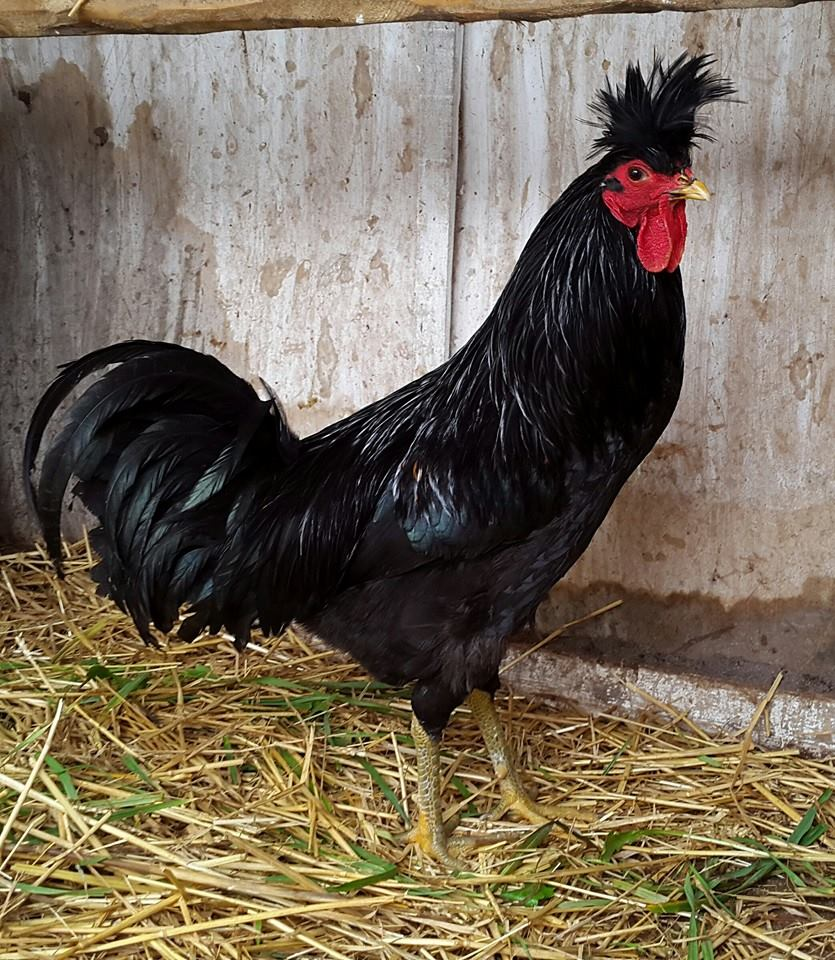
Galo músico do Kosovo
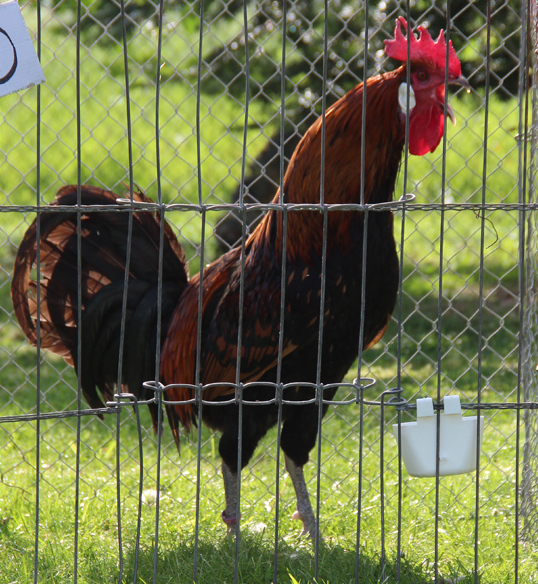
Berger cantor em uma competição de canto
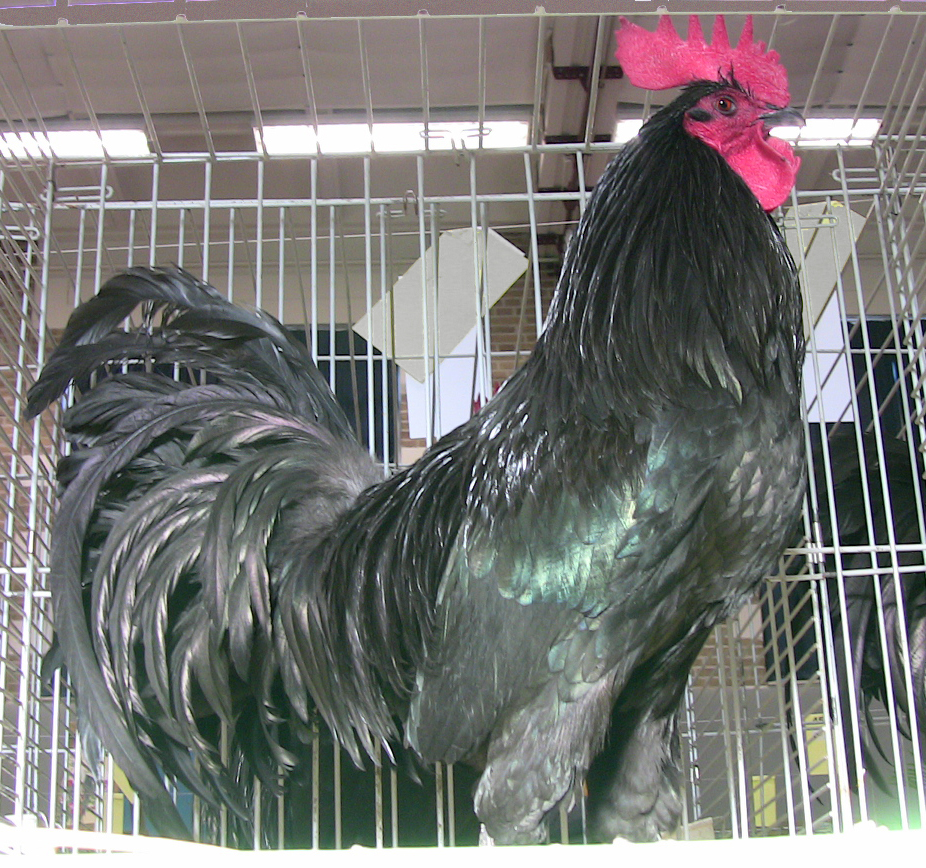
Tomaru em uma exposição
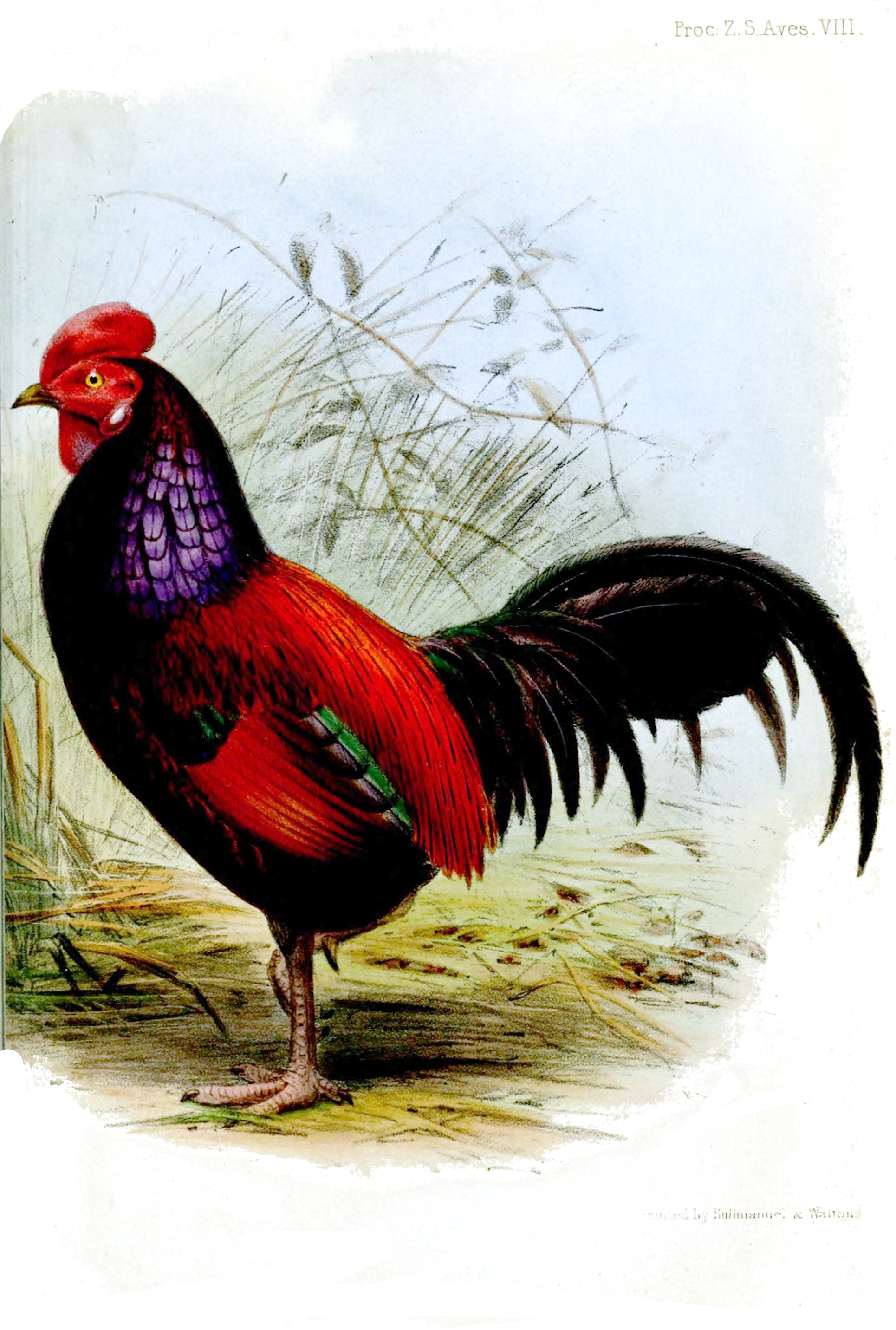
Ayam bekisar